# Manuel Navarro Espinosa
Manuel Alonso Navarro Espinosa (Málaga, 17 de enero de 1973) es un director, productor y guionista de documentales. Licenciado en Comunicación Audiovisual por la Universidad de Málaga y Máster en Periodismo de Televisión por la Universidad de Málaga.
Es responsable de la productora de cine y televisión La Nave de Tharsis. Desde 2011 escribe, produce y realiza el programa de  La 2 de TVE Arqueomanía. Durante cinco temporadas ha colaborado con la sección Cuadernos de Arqueología en el programa Días de Andalucía de  Canal Sur Radio. En la actualidad tiene una sección de Arqueología en el programa de radio de Canal Sur Radio La Tarde con Mariló Maldonado dirigido y presentado por Mariló Maldonado.

## Trayectoria

### Documentales

#### Como realizador y guionista
- El Disco. 2023[4][5]
- Annual 1921. TVE, 2021.[6]
- Imprescindibles. Antagonías. Luis Goytisolo. TVE 2019.[7]
- Adriano – Metamorfosis. TVE y Canal Sur Televisión. 2018.[8][9]
- La encrucijada. Segunda Guerra Mundial en Andalucía. 2016. Canal Sur TV.[10][11]
- El neolítico, puerta de la civilización. 2015. TVE.[12]
- Arqueomanía. TVE 2011- actualidad. 97 Capítulos[13]
- Buda y el Dragón. Profilmar, 2013
- Go Cong. La guerra secreta de los españoles en Vietnam. 2011. Canal de Historia/TVE[14][15]
- Colours. Canal Sur. 2010[16][17]
- El Hombre de Orce. 2010 Canal de Historia[18][19]
- La mujer morena. 2008 Canal Sur Televisión[20]
- Vamos a contar verdades.2007 esmadridtv[21]
- En valija diplomática. 2007 esmadridtv
- Chicote. 2007 esmadridtv
- El viaje de Abana. 2006 TVE
- El alma de un pueblo. 2005 TVE
- Luz de Mar, Málaga y Pablo Ruiz Picasso. 2004 TVE
- Fondo Kati, testigo del exilio Ibérico en Tombuctú. 2003. TVE y Canal Sur Televisión.[22][23]
- Las cofradías de Sevilla, una mirada al pasado. Canal Historia, 2002
- Pedro de Mena y el Císter. Canal Turismo, 2001

#### Como productor ejecutivo
- El Disco. 2023[4]
- Annual 1921. TVE, 2021.[6]
- Imprescindibles. Antagonías. Luis Goytisolo. TVE 2019.[7]
- Adriano – Metamorfosis. TVE y Canal Sur Televisión. 2018.[8][9]
- La encrucijada. Segunda Guerra Mundial en Andalucía. 2016. Canal Sur TV.[10][11]
- El neolítico, puerta de la civilización. 2015. TVE.[12]
- Arqueomanía. TVE 2011- actualidad. 97 Capítulos[13]
- Buda y el Dragón. Profilmar, 2013
- Go Cong. La guerra secreta de los españoles en Vietnam. 2011. Canal de Historia/TVE[14][15]
- Colours. Canal Sur. 2010[16][17]
- El Hombre de Orce. 2010 Canal de Historia[18][19]
- La mujer morena. 2008 Canal Sur Televisión[20]

### Otros
- Sección Cuadernos de Arqueología en Canal Sur Radio en La Tarde con Mariló Maldonado
- Sección Cuadernos de Arqueología en Canal Sur Radio. Programa Días de Andalucía. Los domingos a las 9:30 h. de la mañana durante cinco temporadas.
- Guionista del programa de TVE Al filo de lo imposible
- Guionista y realizador de la serie Los puertos de Andalucía para Canal Sur 2
- Contenido y realización de los audiovisuales de la exposición Diez años del euro en España organizada por el Banco de España. 2008
- Realizador del concierto Grandes Maestros en 2005
- Comisario exposición En encuentro de dos mundos Caja San Fernando 2005[24][25]
- Guionista y realizador de reportajes para Canal Turismo durante los años 2002 y 2003
- Guionista y realizador del reportaje Sevilla sin Romero para el programa taurino de Canal Sur Televisión en 2001

## Proyectos en fase de desarrollo
- La caravana de la paz
- El bosque de papel. Los alemanes de Camerún
- Adaptación para serie de la novela Antagonía de Luis Goytisolo.[26] Con TVE y Mediaset.
- Canubis y la máscara del faraón. Largo y serie de animación.
- Rafael Chirbes, insobornable. Documental biográfico de Rafael Chirbes.

## Publicaciones
- Arqueología andaluza. Flor milenaria. En el número 34 de la revista Péndulo: Revista de Ingeniería y Humanidades ISSN 1132-1245[27]
- El maestro del laberinto. En el número 10-11 de Takurunna. Anuario de estudios sobre Ronda y La Serranía (Instituto de Estudios de Ronda y La Serranía y Editorial La Serranía) ISSN 2253-6191[28]

- Arqueomanía. Historias de la arqueología (Editorial Almuzara, 2019). 304 páginas. ISBN 978-84-17797-28-7[29]

## Otros
- Entrevista de Manuel Bellido a Manuel Navarro en el programa de cine de Canal Sur Una de cine
- Dentro de la programación de MaF Málaga de Festival 2024 intervino en la Conversación sobre "Homo antecessor" de José Mª Bermúdez de Castro y Eudald Carbonell.
- Ha participado en La II Jornada de Literatura de Viajes y Aventuras ‘Cristóbal Benítez’
- Mesa redonda Tarteso y los libros, junto a Esther Rodríguez y Sebastián Celestino (codirectores del yacimiento arqueológico Casas del Turuñuelo,   de Guareña, Badajoz) en la Noche de los libros 2023 en Alcalá de Henares, Museo Arqueológico y Paleontológico de la Comunidad de Madrid
- Entrevista de Carles Mesa en Las tardes de RNE, 31/01/2023

- Participación en la presentación Arqueomanía: la tumba de Boabdil en el Instituto Cervantes de Fez
- Ponente en "Cursos de verano y extensión universitaria" de la Universidad de Cantabria en Ramales de la Victoria en 2021[30]
- Manuel Navarro ha presentado La tela de araña[31], una propuesta urbanística que pretende convertir La Araña y su entorno en un gran zona verde y campus de investigación, tras el traslado de la fábrica de cemento y la autovía.